# Nasserisme
 Der er for få eller ingen kildehenvisninger i denne artikel, hvilket er et problem. Du kan hjælpe ved at angive troværdige kilder til de påstande, som fremføres i artiklen.

Nasserisme er en arabernationalistisk politisk ideologi baseret på tænkningen til den tidligere egyptiske præsident Gamal Abdel Nasser. Den havde stor indflydelse på panarabisk politik i 1950- og 1960'erne, og er fortsat af stor betydning i den arabiske verden den dag i dag. 
Nasserismen bevægede sig også ind i andre nationalistiske bevægelser i 1970'erne. Arabernes nederlag i seksdageskrigen i 1967 var dog af såpas stor størrelse, at synet på Nasser og hans ideologi blev kraftig svækket. Nasser døde i 1970, og flere af nasserismens vigtige principper blev revideret eller fuldstændig udeladte af sin efterfølger som egyptisk præsident, Anwar Sadat. Under Nassers levetid blev nasseristiske grupper givet støtte af Egypten, både moralsk og finansielt, til en grad at mange blev set på som villige repræsentanter for Egyptens myndigheder.
| filosofi | Spire Denne filosofiartikel er en spire som bør udbygges. Du er velkommen til at hjælpe Wikipedia ved at udvide den. |

| Politik | Spire Denne artikel om politik og ideologi er en spire som bør udbygges. Du er velkommen til at hjælpe Wikipedia ved at udvide den. |